# Aleksandr Saprykin
Aleksandr Mikhaylovich Saprykin (em russo:  Александр Михайлович Сапрыкин; Kaluga, 28 de julho de 1946 – 2021) foi um voleibolista da Rússia que competiu pela União Soviética nos Jogos Olímpicos de 1972.
Em 1972, ele fez parte da equipe soviética que conquistou a medalha de bronze no torneio olímpico, no qual jogou em todas as sete partidas.
Em 4 de maio de 2021, o Zenit divulgou a morte do Saprykin.